# Acetatna vlakna
Acetatna vlakna so sintetična vlakna iz acetilceluloze oziroma preja iz njih. 

## Zgodovina
Prvič so jih izdelali leta 1869 v Nemčiji. Na začetku 20. stoletja sta švicarska kemika Camille in Henry Dreyfus iz Basla nadaljevala z raziskavami. Med 1. svetovno vojno so ta vlakna uporabljali za izdelovanje vodoodpornih prevlek za krila francoskih in britanskih letal. Leta 1920 je podjetje British Celanese Ltd po Dreyfusovi metodi izdelalo trpežna acetatna vlakna. Od takrat se uporablja za izdelavo tkanin in s tem v oblačilni industriji.

## Izdelava
Izhodišče za izdelavo acetatnih vlaken je celuloza, ki se pri obdelavi z ocetno kislino spremeni v acetatno celulozo. 
Obstajata:
- acetat in
- triacetat

Imeni imata izvor v spremembi celuloze v acetat. Pri triacetatu se spremenijo vse tri funkcionalne skupine, pri acetatu pa v povprečju 2,5 skupine.
Pri obdelavi celuloze z ocetno kislino nastane v acetonu topljiv celulozni acetat. 

## Lastnosti
S spremembo v acetat se spremenijo lastnosti, ki so bistveno drugačne kot pri čisti celulozi, na primer bombažu. Vlakna so zelo gladka in imajo sijaj kot svila.
Trdnost
Trdnost suhega acetata je nižja kot pri viskozi, če je moker se še zmanjša na 65 do 75 %.
Raztezanje
Skupen raztezek je približno 30 %. Ker ima acetat tudi veliko elastično razteznost se manj mečka kot na primer viskoza.
Vsrkavanje vlage
Acetat vpije le skromnih 6 % vlage. Zato se acetat hitro posuši. Zaradi majhnega vpijanja vlage se oblačila iz acetata rada elektrostatično nabijejo.
Obstojnost na povišani temperaturi
Obstojnost na povišani temperaturi je podobna kot pri svili.
Gorljivost
Vlakna gorijo s plavkastim plamenom in tvorijo kapljice.
Obstojnost
Pri 180 do 200 °C postane acetat termoplastičen, kar pomeni da se vlakna lahko oblikujejo. Že nad 85 °C se izgubi svileni lesk. Acetat ni hrana za mikroorganizme in je zato odporen proti plesni, glivicam in bakterijam. Obstojnost na svetlobi je dobra. Občutljiv je za kisline in baze. Proti oksidacijskim sredstvom je odporen. Ker ni odporen proti topilom je potrebna velika previdnost pri kemičnem čiščenju, predvsem pri uporabi tekočin za odstranjevanje madežev.

## Vzdrževanje
Zaradi občutljivosti na baze ne smemo uporabljati alkalnih pralnih sredstev. Zaradi gladkih vlaken kuhanje ni potrebno.

## Uporaba
Iz acetata se izdelujejo tkanine, ki so lahke, nežne, polne in oprijemljive. Tkanine iz acetata se zelo malo mečkajo. Zaradi majhnega vpijanja vode ga uporabljajo za izdelavo dežnikov in dežnih plaščev. Iz tkanin se izdelujejo tudi bluze, srajce, obleke, podloge, kravate in žensko spodnje perilo.